# Eurema laeta
Eurema laeta is een vlindersoort uit de familie van de Pieridae (witjes), onderfamilie Coliadinae.
Eurema laeta werd in 1836 beschreven door Boisduval.